# Gabriel Fiol Gomila
Gabriel Fiol Gomila   (es Castell, 27 de desembre de 1950) és un exjutge menorquí. Va ser magistrat i president de la sala contenciosa administrativa del Tribunal Superior de Justícia de les Illes Balears (TSJIB). És conegut perquè fou l'únic jutge de l'Estat espanyol que va dictar pràcticament totes les seves sentències en català.
Es va llicenciar en Dret a la Universitat de Barcelona l'any 1973 i va exercir breument com a advocat a Sabadell l'any següent. El 1976 va superar les oposicions per a jutge i va començar la seva carrera judicial a Ripoll. Després es va traslladar al jutjat de Maó i l'any 1983 va ascendir com a magistrat al Jutjat de Primera Instància de Palma i l'any 1989 va entrar al TSJIB, on va exercir-ne fins a la seva jubilació forçosa en 2022.